# Malis damlandslag i volleyboll
Malis damlandslag representerar Mali i volleyboll på damsidan. Laget deltog i afrikanska mästerskapet 2023.